# Черникова Ганна Іванівна
Ганна Іванівна Черникова (нар. 1 січня 1943, село Мала Олександрівка, тепер Великоолександрівського району Херсонської області) — українська радянська діячка, бригадир малярів-штукатурів управління будівництва Південно-Української атомної електростанції Миколаївської області. Депутат Верховної Ради УРСР 11-го скликання.

## Біографія
Народилася в селянській родині. Закінчила сільську восьмирічну школу.
З 1960 року — доярка колгоспу імені Котовського Великоолександрівського району Херсонської області.
З 1961 по 1966 рік служила в Радянській армії.
У 1966—1971 роках — няня в дитячому садку Жежимського ліспромгоспу Комі АРСР.
У 1971—1974 роках — робітниця, лаборант управління будівництва «Дніпробуд».
У 1974—1976 роках — штукатур-маляр будівельно-монтажного управління Вінницької облспоживспілки, штукатур-маляр будівельного управління Ладиженської ДРЕС Вінницької області.
З 1976 року — бригадир штукатурів-малярів управління будівництва Південно-Української атомної електростанції Миколаївської області.
Потім — на пенсії в місті Южноукраїнську Миколаївської області.

## Нагороди
- орден «Знак Пошани»
- ордени
- медалі
- Почесна грамота Президії Верховної Ради Української РСР